# Alessandro Santos
Alessandro Santos (jap. 三都主 アレサンドロ) (Maringá, Paraná, Brazil, 20. srpnja 1977.) je japanski nogometaš brazilskog podrijetla i bivši reprezentativac Japana. Igrač je poznat i kao Alex a trenutno je član japanskog drugoligaša Tochigija.

## Karijera

### Klupska karijera
Santos je rođen u gradu Maringá u brazilskoj saveznoj državi Parani. U dobi sa 16 godina preselio se u Japan gdje je pohađao srednju školu Meitoku Gijuku u prefekturi Kōchi te igrao nogomet za tamošnju srednjoškolsku momčad. Nakon mature, igrač je 1997. godine potpisao za Shimizu S-Pulse u kojem je igrao do 2003. godine. U tom razdoblju je s klubom osvojio kontinentalni Kup pobjednika kupova te japanski Kup cara i Superkup.
U kolovozu 2002. godine dogovoren je prelazak igrača u engleski Charlton Athletic ali je transfer obustavljen zbog radne dozvole koja Alexu nije izdana. Razlog tome bio je što igrač nije odigrao minimalan broj reprezentativnih utakmica što je pravilo za nogometaše izvan EU. Zbog toga se Dos Santos vratio u Shimizu S-Pulse.
U dresu Urawa Red Diamondsa, Santos je 2006. godine osvojio japansku ligu dok je u siječnju 2007. godine otišao na posudbu u Red Bull Salzburg s kojim je bio austrijski prvak.
Danas je Alessandro igrač japanskog drugoligaša Tochigija.

### Reprezentativna karijera
Igrač se doselio u Japan 1994. godine dok je japansko državljanstvo dobio 2001. godine. Za reprezentaciju Japana debitirao je 21. ožujka 2002. godine u prijateljskoj utakmici protiv Ukrajine. Time je postao treći naturalizirani japanski reprezentativac nakon sunarodnjaka Wagnera Lopesa i Ruyja Ramosa.
S japanskom reprezentacijom Santos je igrao na dva svjetska prvenstva (2002. i 2006.) i dva Kupa konfederacija (2003. i 2005. godine) dok je 2004. godine s Japanom osvojio AFC Azijski kup.

#### Statistika
| Japan  | Japan | Japan |
| Godina | Nas.  | Gol.  |
| ------ | ----- | ----- |
| 2002.  | 9     | 1     |
| 2003.  | 15    | 1     |
| 2004.  | 22    | 2     |
| 2005.  | 17    | 1     |
| 2006.  | 19    | 2     |
| Ukupno | 82    | 7     |

#### Pogodci za reprezentaciju
| #  | Datum              | Mjesto               | Protivnik         | Pogodak | Rezultat | Natjecanje                                      |
| -- | ------------------ | -------------------- | ----------------- | ------- | -------- | ----------------------------------------------- |
| 1. | 2. svibnja 2002.   | Kobe, Japan          | Honduras          | 3 : 3   | Remi     | Prijateljska utakmica                           |
| 2. | 7. prosinca 2003.  | Saitama, Japan       | Hong Kong         | 1 : 0   | Pobjeda  | Kvalifikacije za Istočnoazijsko prvenstvo 2003. |
| 3. | 12. veljače 2004.  | Tokio, Japan         | Irak              | 2 : 0   | Pobjeda  | Prijateljska utakmica                           |
| 4. | 30. svibnja 2004.  | Manchester, Engleska | Island            | 3 : 2   | Pobjeda  | Prijateljska utakmica                           |
| 5. | 29. siječnja 2005. | Yokohama, Japan      | Kazahstan         | 4 : 0   | Pobjeda  | Prijateljska utakmica                           |
| 6. | 9. kolovoza 2006.  | Tokio, Japan         | Trinidad i Tobago | 2 : 0   | Pobjeda  | Prijateljska utakmica                           |
| 7. | 9. kolovoza 2006.  | Tokio, Japan         | Trinidad i Tobago | 2 : 0   | Pobjeda  | Prijateljska utakmica                           |

## Privatni život
Santos je u braku s Japankom iz prefekture Shizuoka s kojom ima sina.

## Osvojeni trofeji

### Klupski trofeji
| Klub               | Trofej                        | Sezona / godina |
| Japan              | Japan                         | Japan           |
| ------------------ | ----------------------------- | --------------- |
| Shimizu S-Pulse    | Azijski Kup pobjednika kupova | 1999.           |
| Shimizu S-Pulse    | Kup cara                      | 2001.           |
| Shimizu S-Pulse    | Japanski Superkup             | 2002.           |
| Urawa Red Diamonds | Azijski kup                   | 2004.           |
| Urawa Red Diamonds | Kup cara                      | 2005.           |
| Urawa Red Diamonds | J.League                      | 2006.           |
| Urawa Red Diamonds | Kup cara                      | 2006.           |
| Urawa Red Diamonds | Japanski Superkup             | 2006.           |
| Austrija           |                               |                 |
| Red Bull Salzburg  | Austrijsko prvenstvo          | 2006./07.       |
| Japan              |                               |                 |
| Nagoya Grampus     | J.League                      | 2010.           |

### Reprezentativni trofeji
| Turnir          | Trofej | Godina |
| --------------- | ------ | ------ |
| AFC Azijski kup | Zlato  | 2004.  |

### Individualni trofeji
| Trofej                            | Godina |
| --------------------------------- | ------ |
| MVP u J.League                    | 1999.  |
| Najbolja momčad sezone u J.League | 1999.  |

## Vanjske poveznice
- National Football Teams
- Japan National Football Team Database